# Коротконосый опистопрокт
Коротконосый опистопрокт (лат. Opisthoproctus soleatus) — вид глубоководных лучепёрых рыб, единственный представитель рода опистопроктов из семейства опистопроктовых (Opisthoproctidae). Примечательна особенность — полупрозрачная голова.

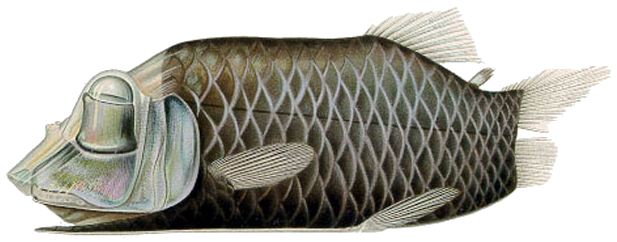
Рисунок

## Внешний вид и строение
Коротконосый опистопрокт небольшая рыба длиной не более 10,5 см. Спинной плавник не имеет шипов и состоит из 11—13 мягких лучей. Анальный плавник также мягкий и может иметь два-три рудиментарных мягких луча, которые часто не видны снаружи. Спина и бока этой рыбы тёмные, а морда — полупрозрачная. Сзади и под головой много крупных хроматофоров. Глаза особенно характерны, имеют трубчатую форму и направлены дорзально (вверх); имеют дивертикулы в передней стенке глаза, но зачем нужны эти «карманы» пока неясно.

## Распространение и места обитания
Встречается в тропических и умеренных всех океанов мира. В восточной части Атлантического океана его чаще всего встречают между Западной Ирландией и Мавританией, а также между Сьерра-Леоне и Анголой. Его диапазон глубин составляет от 300 до 800 м, но обычно он встречается в диапазоне от 500 до 700 м, часто ограниченном изотермой 8 °C, которая часто проходит примерно на глубине 400 м.

## Поведение
Как и другие глубоководные рыбы, коротконосый опистопрокт должен найти свою добычу в очень плохо освещенной среде и не дать обнаружить себя более крупным хищникам. Дивертикул в глазу обеспечивает большую площадь сетчатки и присутствует у некоторых других глубоководных рыб, таких как малоротая макропинна. Его функция может быть связана с получением информации снизу, откуда может напасть хищник. На глубинах, где живёт эта рыба, свет по-прежнему проникает с поверхности, и потому многие виды рыб имеют фотофоры (светящиеся органы) на нижней стороне тела, которые скрывают их на фоне проникающего сверху света. Коротконосый опистопрокт не имеет фотофоров, но вместо них у него есть светящийся орган внутри ануса.

## Природоохранный статус
Этот вид обитает на глубине и редко встречается с человеком. В связи с этим трудно определить, растёт или сокращается его популяция и сталкивается ли этот вид с конкретными угрозами. Однако он регулярно встречается в значительной части мирового океана, и в 2012 году было сказано, что это «223 записи о встречах и 143 музейные записи». Поэтому Международный союз охраны природы оценил его охранный статус как «находящийся в наименьшей опасности».